# 魚男
《魚男》（英語：Sakana Otoko），2017年公視新創電影，由薛仕凌、周采詩、薛提縈領銜主演。 公視+搶先於2017年10月16日上線，公視主頻於11月5日上檔。

## 播出時間

### 首播
| 頻道     | 所在地 | 首播日期      | 播放時間          |
| -------- | ------ | ------------- | ----------------- |
| 公視主頻 | 臺灣   | 2017年11月5日 | 週日 23:30－01:00 |

## 演員列表

### 主要演員
| 演員     | 角色     | 介紹 |
| 薛仕凌   | 鄉憲治   | 語言學校學生，從小迷戀著魚肉，因怪異孤僻的行徑而遭排擠，本來希望在日本能夠找到新的人生，然而最後還是失控爆發。 |
| 周采詩   | 陳紛紛   | 語言學校學生，從小就是個受歡迎的女生，虛榮的她，遊走在鈴木及木村之間，最終的將自己推向了危險的盡頭。           |
| 薛提縈   | 張怡文   | 語言學校學生，與陳紛紛是舊識，對鄉憲治極度厭惡，表面上與陳紛紛相好，私下卻希望搶走她的一切。                   |
| 柳谷一成 | 鈴木哲也 | 語言學校班老師，因發現鄉憲治的怪異行為而輔導他，待人親切的他，深受陳紛紛的仰慕。                               |
| KYOHEI   | 木村翔太 | 日本居酒屋店員，對魚料理非常的熱愛，亦是鄉憲治在日本認識的第一個朋友。                                         |

## 外部連結
- 官方网站
- 公視新創電影的Facebook專頁

| 臺灣 公視主頻 週日 23:30 - 01:00 | 臺灣 公視主頻 週日 23:30 - 01:00 | 臺灣 公視主頻 週日 23:30 - 01:00 |
| -------------------------------- | -------------------------------- | -------------------------------- |
|                                  | 魚男 （2017年11月5日）           |                                  |
| 再看我一眼 （2017年10月29日）    | 公視學生劇展                     |                                  |